# Biografielijst Mc

## McA

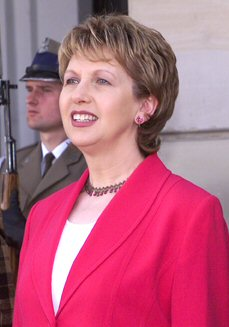
Mary McAleese

- Heather McAdam (1968), Amerikaanse actrice
- John McAfee (1945-2021), Amerikaans softwareontwikkelaar en ondernemer
- Mary McAleese (1951), Iers president, advocate, journaliste, tv-presentatrice en rechtsgeleerde
- Kenneth McAlpine (1920-2023), Brits Formule 1-coureur
- Aidan McArdle (1970), Iers acteur
- Kenneth McArthur (1881-1960), Zuid-Afrikaans atleet
- Jason McAteer (1971), Iers voetballer
- Simone McAullay (1976), Australische actrice

## McB
- Marnie McBean (1968), Canadees roeister
- Nicko McBrain (1952), Engels drummer
- Brandon McBride (1994), Canadees atleet
- Joe McBride (1938-2012), Schots voetballer
- Jon McBride (1943-2024), Amerikaans ruimtevaarder
- Nick McBride (1991), Australisch autocoureur
- Michael McBroom (1991), Amerikaans zwemmer
- Oliver McBurnie (1996), Engels voetballer

## McC

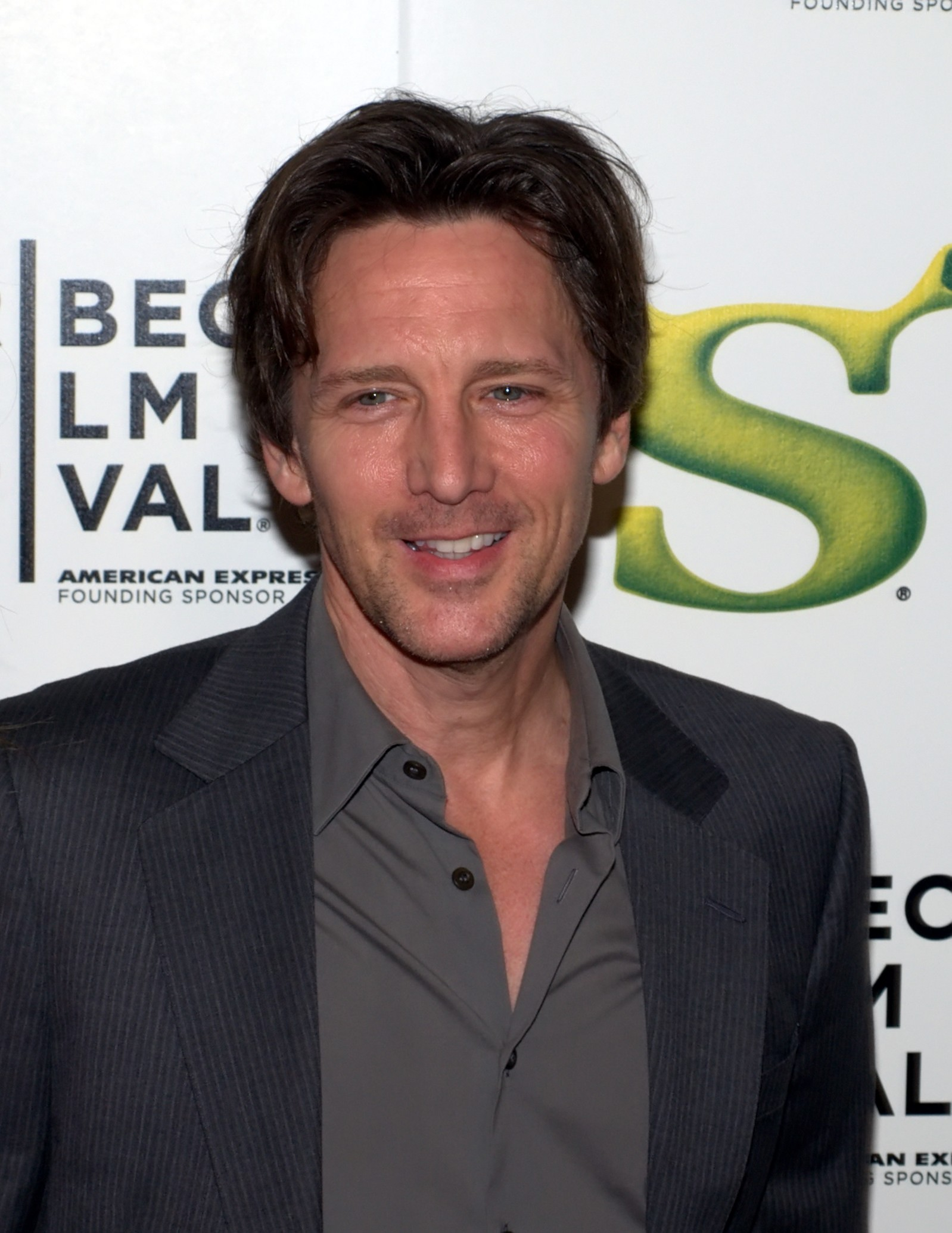
Andrew McCarthy, 2010

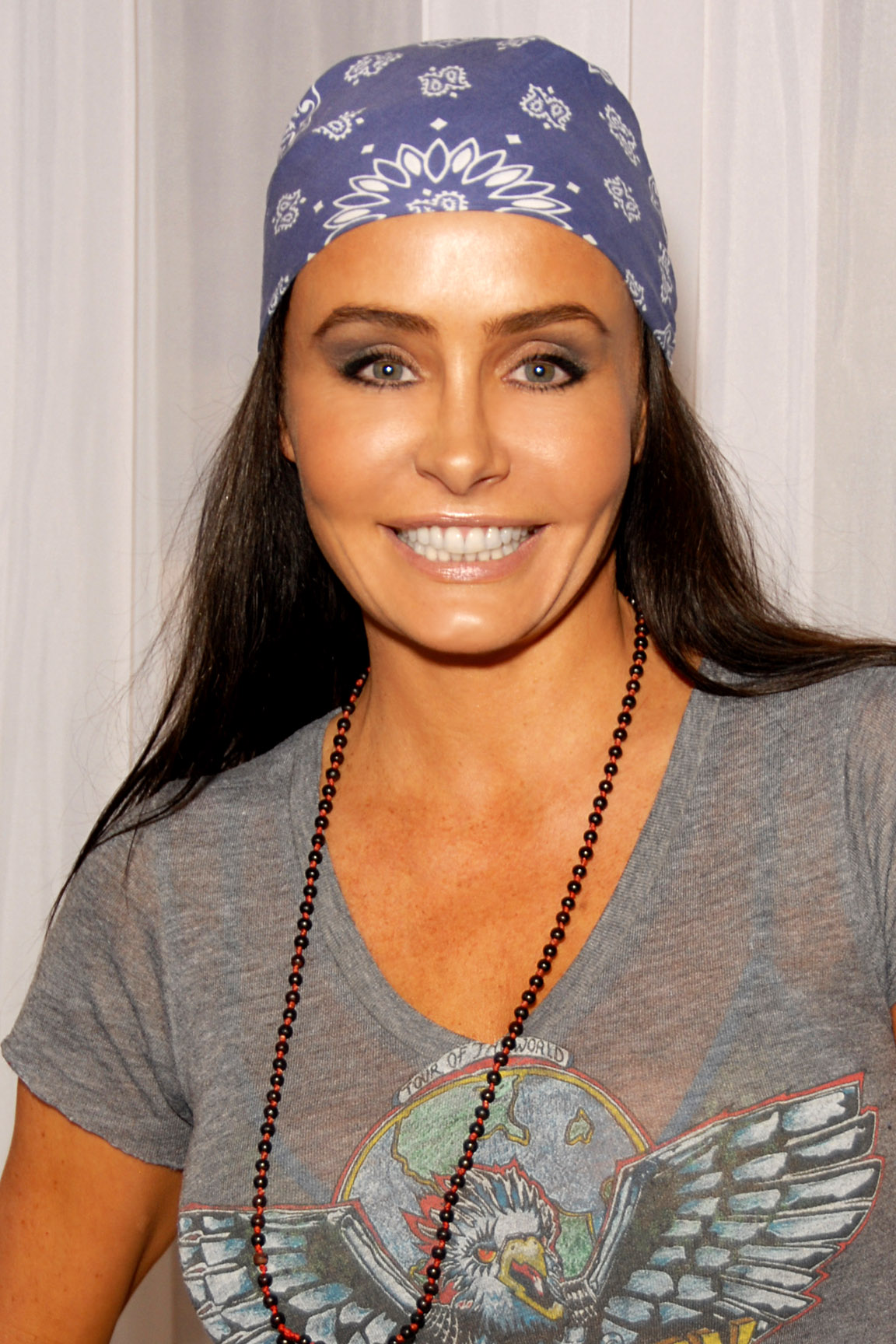
Kelli McCarty, 2010

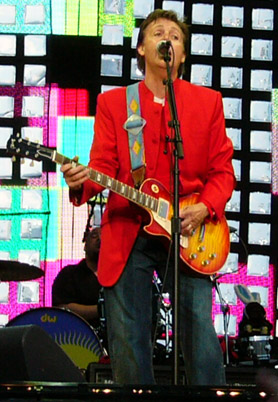
Paul McCartney

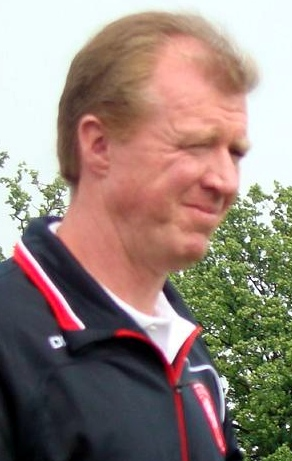
Steve McClaren

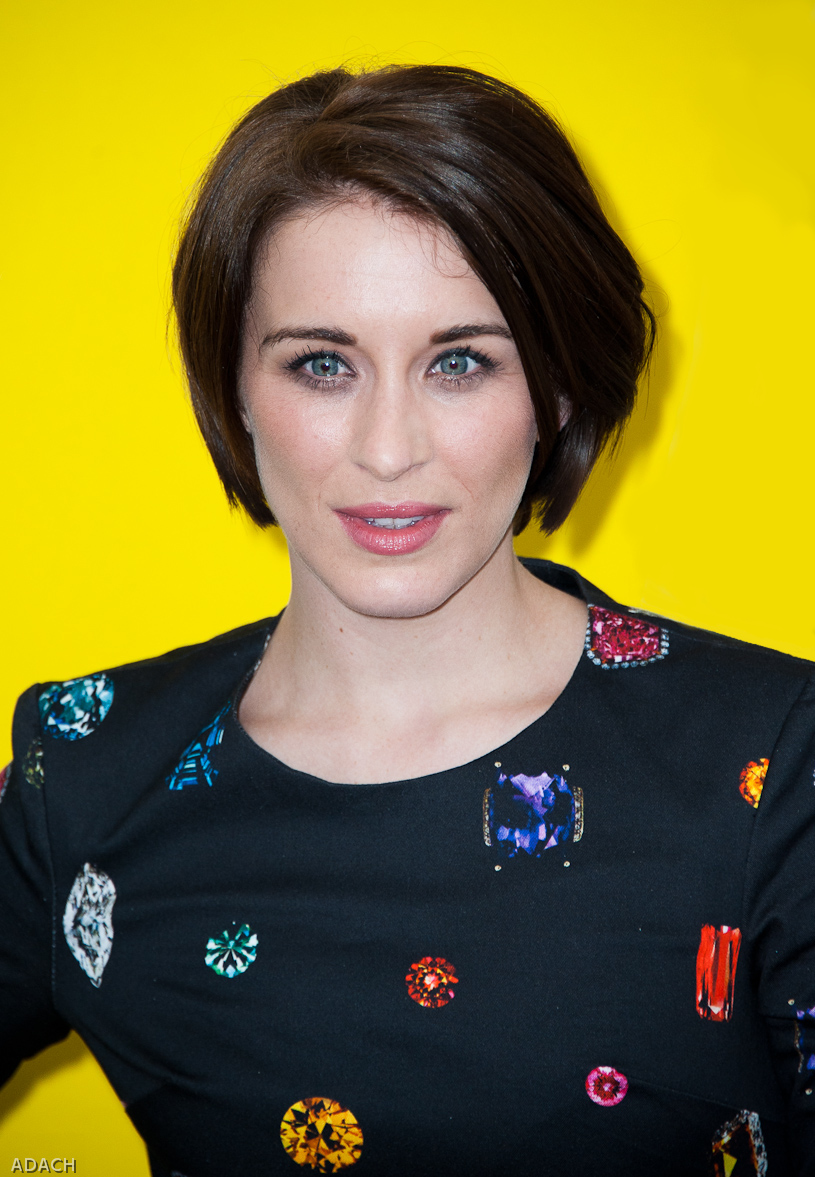
Vicky McClure, 2014

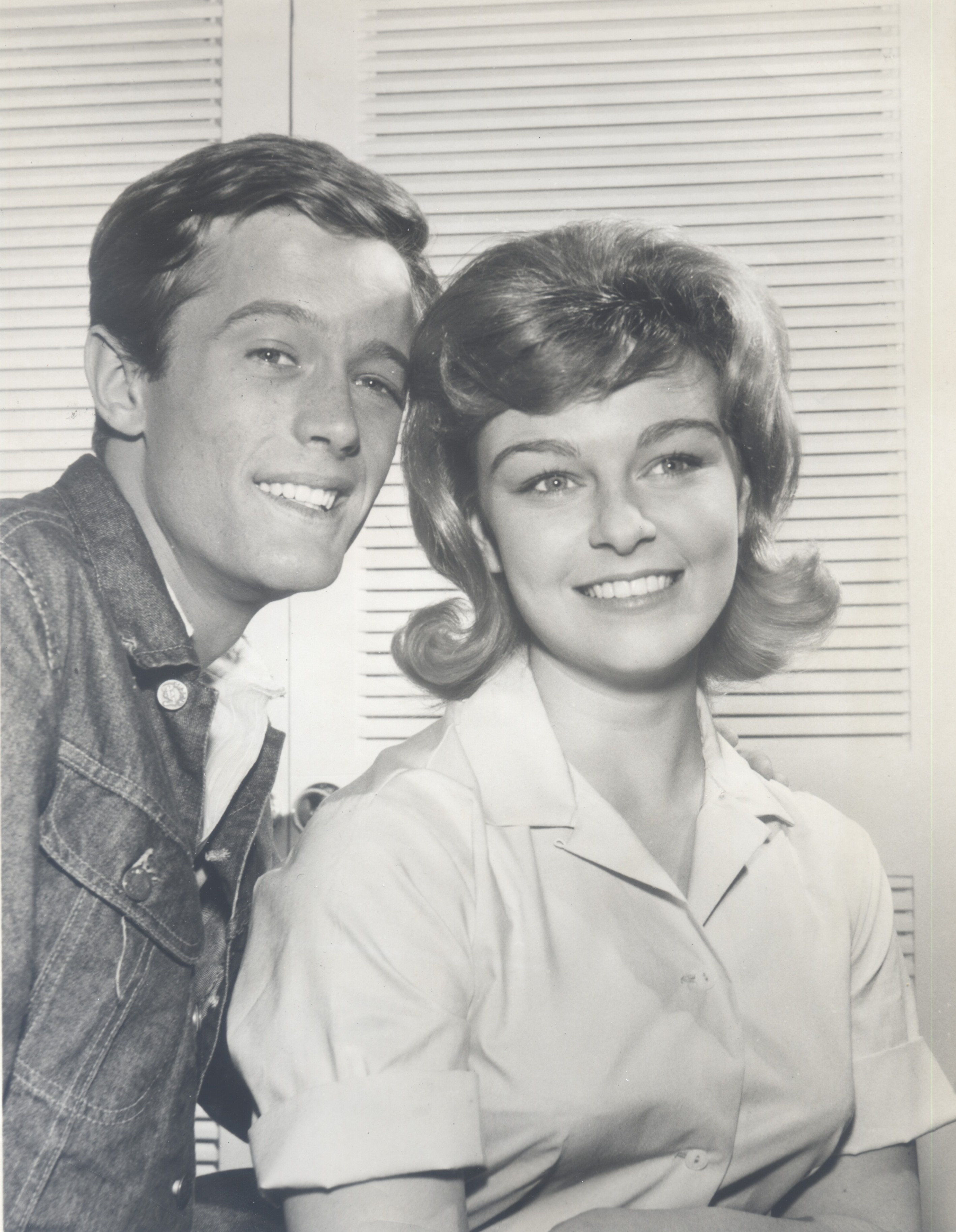
Patty McCormack met Peter Fonda, 1962

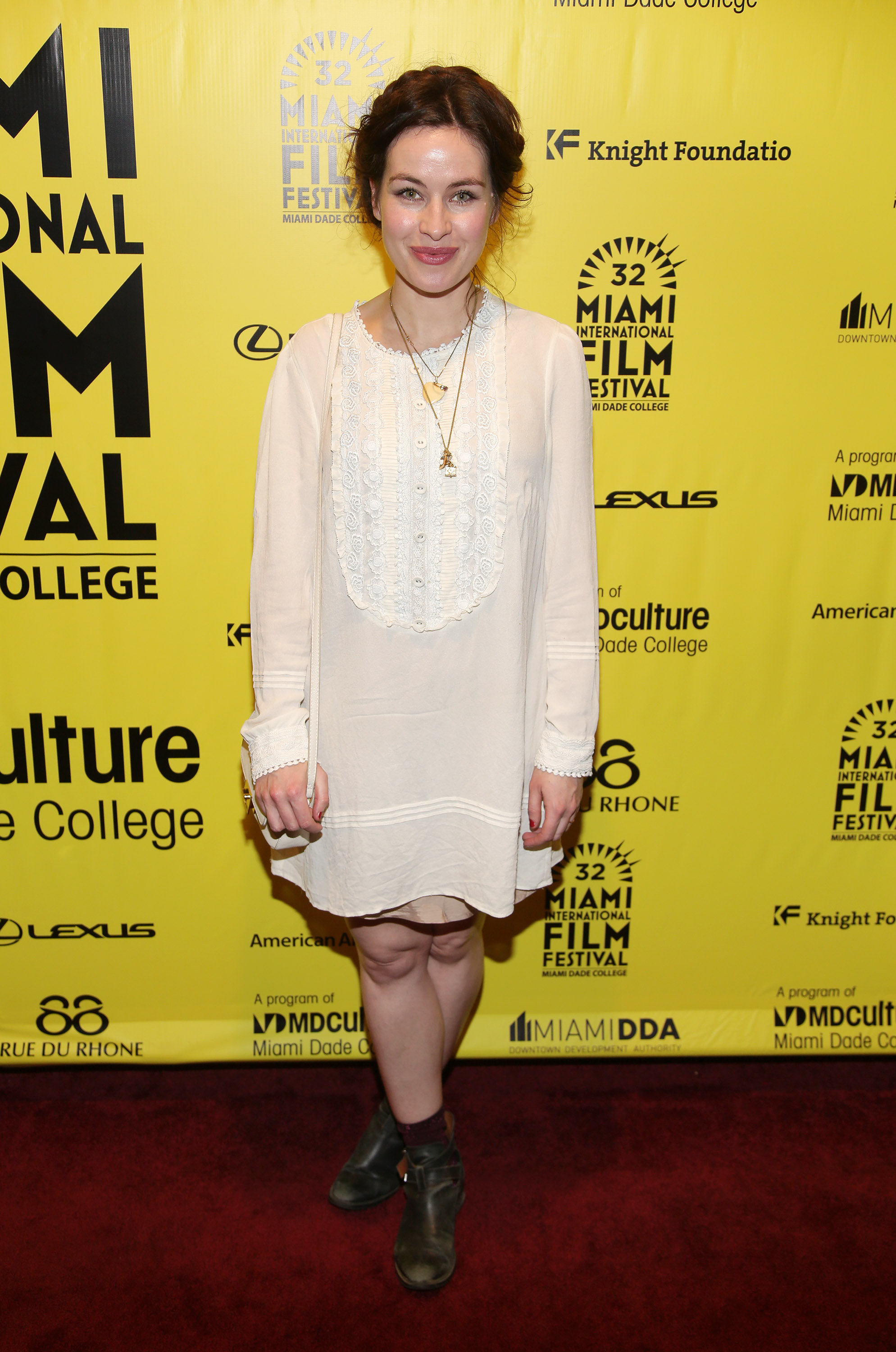
Maimie McCoy

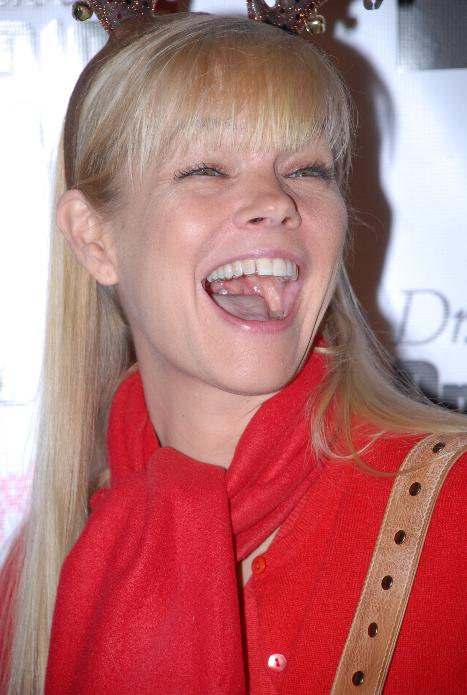
Julie McCullough

- Martha McCabe (1989), Canadese zwemster
- Richard McCabe (1960), Schots acteur
- James McCaffrey (1958-2023), Amerikaans (stem)acteur
- Henry Pinckney McCain (1861-1941), Amerikaans generaal
- John McCain (1936-2018), Amerikaans politicus
- John Sidney McCain jr. (1911-1981), merikaans admiraal
- John Sidney McCain (1884-1945) Amerikaans admiraal
- C.W. McCall  (1928-2022), Amerikaanse countryzanger
- Holt McCallany (1963), Amerikaans acteur
- David McCallum jr. (1933-2023), Brits acteur
- David McCallum sr. (1897-1972), Brits violist
- Christopher McCann (1952), Amerikaans acteur
- Kerryn McCann (1967-2008), Australische atlete
- Keaton McCargo (1995), Amerikaans freestyleskiester
- Theodore Edgar McCarrick (1930-2025), Amerikaans kardinaal
- Andrew McCarthy (1962), Amerikaans acteur, filmregisseur, filmproducent en scenarioschrijver
- Bart McCarthy, Amerikaans acteur
- Cormac McCarthy (1933-2023), Amerikaans schrijver
- Jeff McCarthy, Amerikaans acteur
- John McCarthy (1927-2011), Amerikaans informaticus
- Joseph McCarthy (1908-1957), Amerikaans politicus
- Kelli McCarty (1969), Amerikaanse actrice en model
- Kevin McCarthy (1914-2010), Amerikaans acteur
- Perry McCarthy (1961), Brits autocoureur
- Thomas McCarthy (1966), Amerikaans acteur, filmregisseur, filmproducent en scenarioschrijver
- Eliza McCartney (1996), Nieuw-Zeelands atlete
- Paul McCartney (1942), Brits musicus
- Claire McCaskill (1953), Amerikaans politica
- Cady McClain (1969), Amerikaanse actrice
- Rue McClanahan (1934-2010), Amerikaanse actrice
- Steve McClaren (1961), Engels voetbaltrainer
- Caitlin McClatchey (1985), Brits zwemster
- Reiley McClendon (1990), Amerikaans acteur
- Barbara McClintock (1902-1992), Amerikaans botanicus en Nobelprijswinnares
- Floyd McClung (1945-2021), Amerikaans schrijver en zendeling
- Vicky McClure (1983), Brits actrice en model
- Jim McCluskey (1950-2013), Schots voetbalscheidsrechter
- Ally McCoist (1962), Schots voetballer
- Skye McCole Bartusiak (1992), Amerikaanse actrice
- Mike McColgan, Amerikaans zanger
- Liz McColgan (1964), Schotse atlete
- Heather McComb (1977), Amerikaans actrice en filmproducente
- Ian McConnachie (1965), Brits motorcoureur
- Tim Scott McConnell (1958), Amerikaans-Noors singer-songwriter en gitarist
- Patty McCormack (1945), Amerikaanse actrice
- Carolyn McCormick (1959), Amerikaanse actrice
- Patricia McCormick (1930-2023), Amerikaans schoonspringster
- Francena McCorory (1988), Amerikaanse atlete
- Van McCoy (1940-1979), Amerikaans discoproducer
- Carl McCoy (1963), Brits zanger
- Maimie McCoy (1980), Brits actrice
- George McCrae (1944), Amerikaans zanger
- Nikki McCray (1971-2023), Amerikaans basketbalspeelster
- Darius McCrary (1976), Amerikaans acteur, filmproducent en zanger
- Joel McCrea (1905-1990), Amerikaans acteur
- Charlie McCreevy (1949), Iers politicus
- Helen McCrory (1968-2021), Brits actrice
- Dave McCullen (1977), Belgisch muziekproducer
- Carson McCullers (1917-1967), Amerikaanse schrijfster
- Colleen McCullough (1937), Australische schrijfster
- David McCullough (1933-2022), Amerikaans auteur en geschiedkundige
- Gerald McCullough (1967), Amerikaans acteur, filmregisseur en schrijver
- Julie McCullough (1965), Amerikaanse actrice, model en stand-up komediante
- Kimberly McCullough (1978), Amerikaanse actrice
- Ray McCullough (1941), Noord-Iers motorcoureur
- James Allen McCune (1990), Amerikaanse acteur en filmproducent
- Jennette McCurdy (1992), Amerikaanse actrice en zangeres
- Gillian McCutcheon, Britse actrice

## McD
- Jaden McDaniels (2000), Amerikaans basketballer
- Nicola McDermott (1996), Australisch atlete
- Richard McDermott (1940-2023), Amerikaans schaatser
- Terry McDermott (1951), Engels voetballer
- Jack McDevitt (1935), Amerikaans sciencefictionschrijver
- Rusheen McDonald (1992), Jamaicaans atleet
- Ian McDonald (1946-2022), Brits musicus
- Ian McDonald (1960), Brits schrijver
- Mary Beth McDonough (1961), Amerikaanse actrice
- Frances McDormand (1957), Amerikaanse actrice
- Roddy McDowall (1928-1998), Engels acteur

## McE

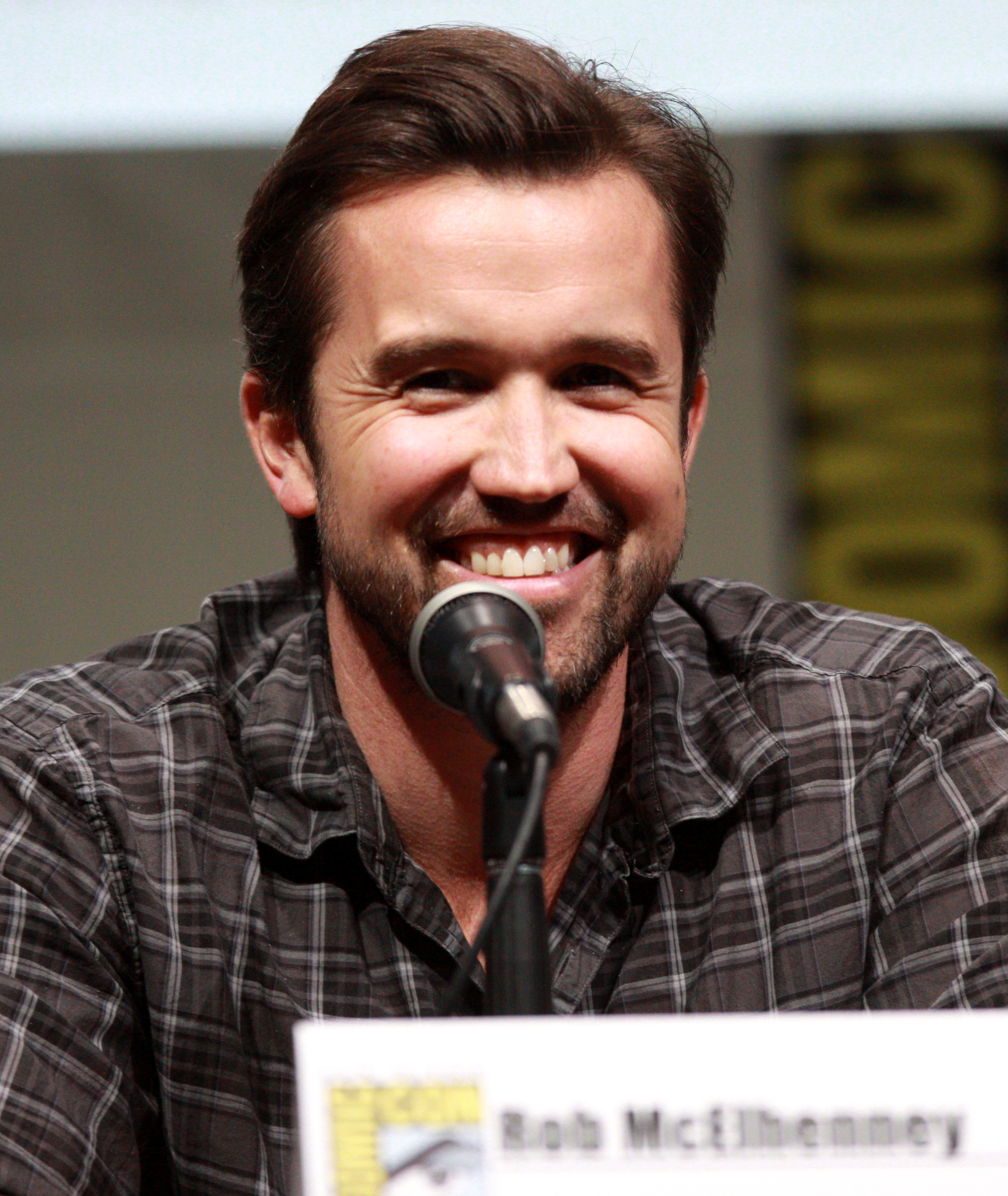
Rob McElhenney, 2013

- Evan McEachran (1997), Canadees freestyleskiër
- Renee McElduff (1991), Australisch freestyleskiester
- Rob McElhenney (1977), Amerikaans acteur, filmproducent, filmregisseur en scenarioschrijver
- Natascha McElhone (1971), Engelse actrice
- Audrey McElmury (1943), Amerikaanse wielrenster
- Hunter McElrea (1999), Nieuw-Zeelands autocoureur
- John McEnroe (1959), Amerikaans tennisser
- Reba McEntire (1955), Amerikaanse countryzangeres en actrice
- Cameron McEvoy (1994), Australisch zwemmer
- Peter McEvoy (1953-2025), Engels golfspeler en golfbaanarchitect

## McF
- Hayley McFarland (1991), Amerikaanse actrice
- Andrew McFarlane (1977-2010), Australisch motorcrosser
- Andrew McFarlane (1951), Australisch acteur
- Andrew McFarlane (1986). Amerikaans acteur
- Robert McFarlane (1937-2022), Amerikaans militair

## McG
- Kirsten McGarry (1985), Ierse alpineskiester
- Jack McGee (1949), Amerikaans acteur
- Mary McGee (1936-2024), Amerikaans coureur en eerste vrouw in de Verenigde Staten die deelnaam aan wegrace- en motorcrosswedstrijden
- Mary Kate McGeehan, Amerikaanse actrice
- Bruce McGill (1950), Amerikaans acteur
- Tyler McGill (1987), Amerikaans zwemmer
- Paul McGillion (1969), Schots acteur
- Boris McGiver (1962), Amerikaans acteur
- Mike McGlone (1972), Amerikaans acteur, auteur, zanger, songwriter en komiek
- George McGovern (1922), Amerikaans politicus
- Tom McGowan (1959), Amerikaans acteur
- Rose McGowan (1973), Amerikaanse actrice
- Zach McGowan (1981), Amerikaans acteur
- Michael McGrady (1960), Amerikaans acteur
- Alister McGrath (1953), Brits theoloog
- Tom McGrath (1940-2009), Schots toneelschrijver en jazzpianist
- Melinda McGraw (1963), Amerikaanse actrice
- Conor McGregor (1988), Iers MMA-vechter
- Douglas McGregor (1906-1964), Amerikaans sociaalpsycholoog en managementprofessor
- Haley McGregor (1979), Australische atlete
- Kerry McGregor (1974-2012), Schots zangeres, liedschrijfster en actrice
- Hayley McGregory (1986), Amerikaans zwemster
- Mary McGrory (1918-2004), Amerikaans journalist en columnist
- Barry McGuire (1935), Amerikaans singer-songwriter
- Maeve McGuire (1937), Amerikaanse actrice
- Harry McGurk (1936-1996), Brits psycholoog

## Mch
- Henrich Mchitarjan (1989), Armeens voetballer

## McI

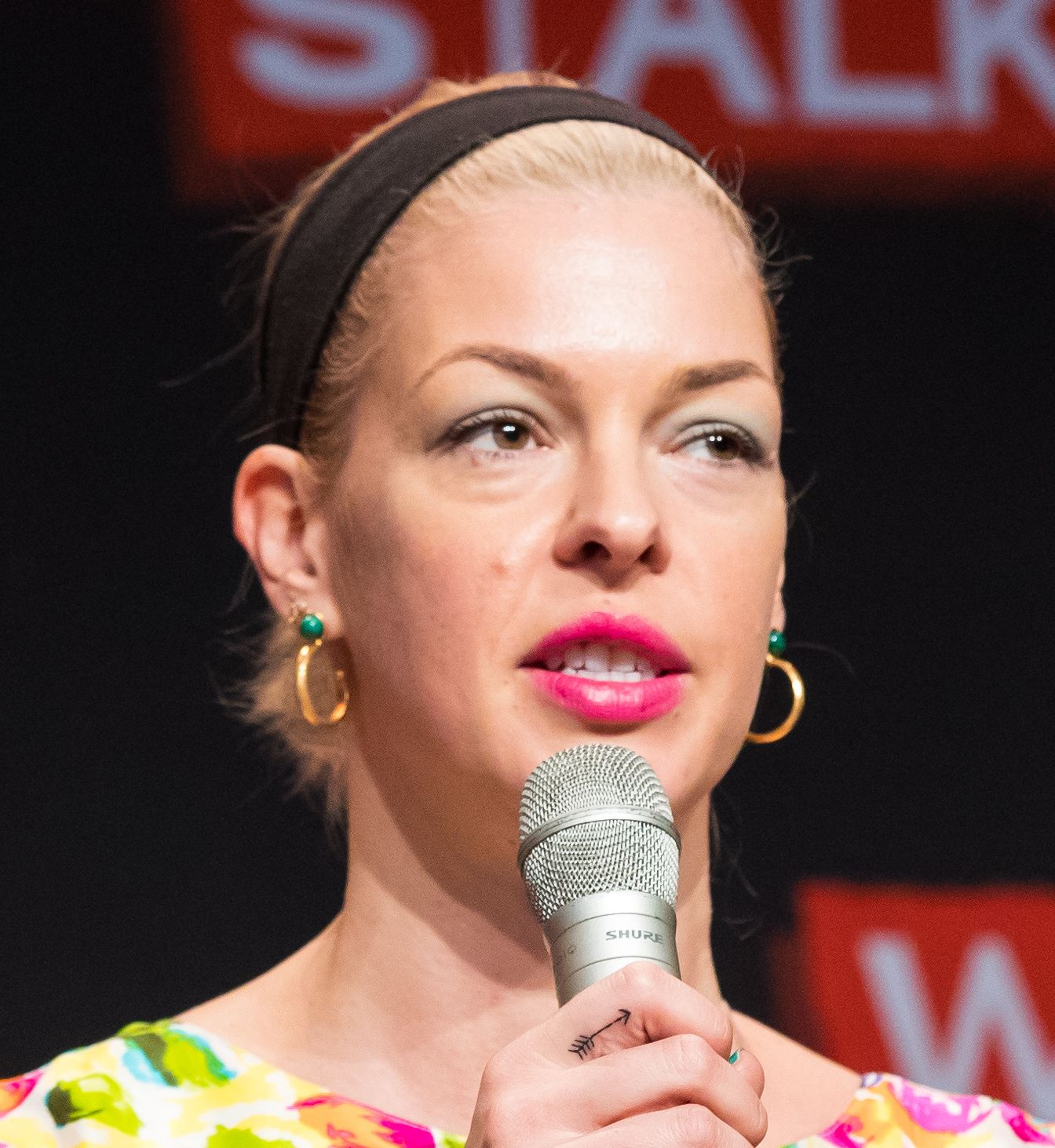
Pollyanna McIntosh

- Bernie McInerney (1936), Amerikaans acteur
- Neve McIntosh (1972), Schotse actrice
- Pollyanna McIntosh (1979), Schotse actrice
- Sean McIntosh (1985), Canadees autocoureur
- Stephanie McIntosh (1985), Australisch actrice en zangeres
- Summer McIntosh (2006), Canadees zwemster
- Joey McIntyre (1972), Amerikaans zanger
- Ashleigh McIvor (1983), Canadees freestyleskiester

## McJ
- Megan McJames (1987), Amerikaans alpineskiester

## McK

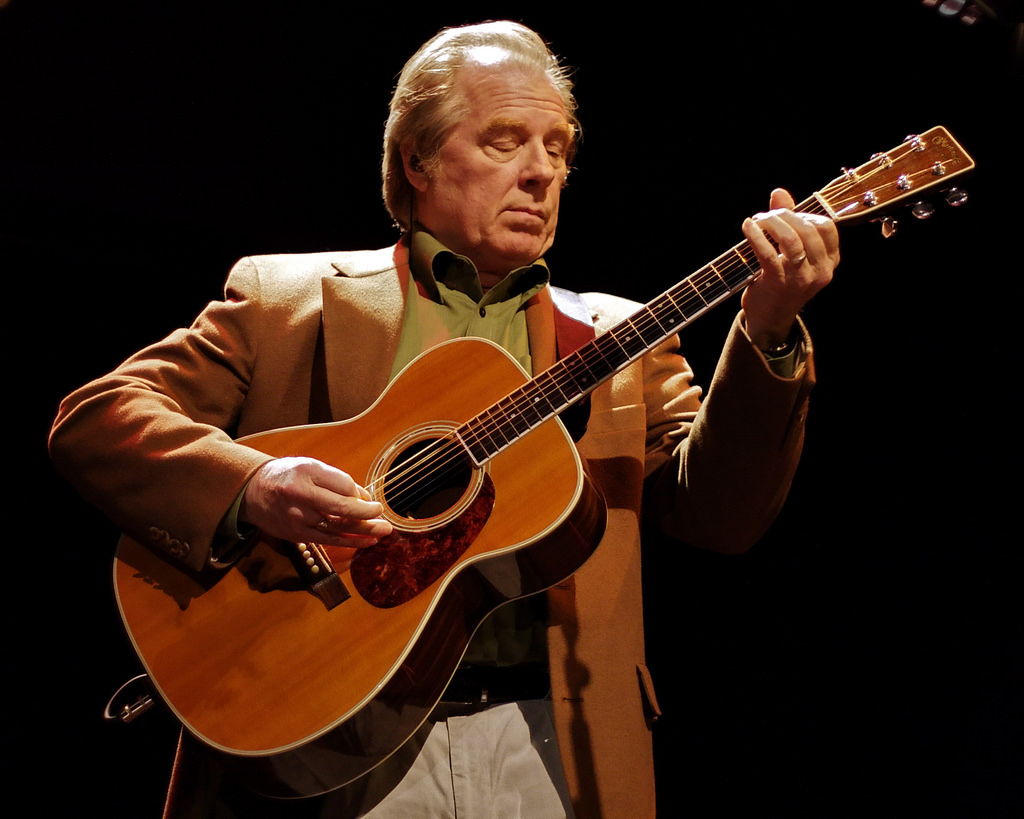
Michael McKean 2009

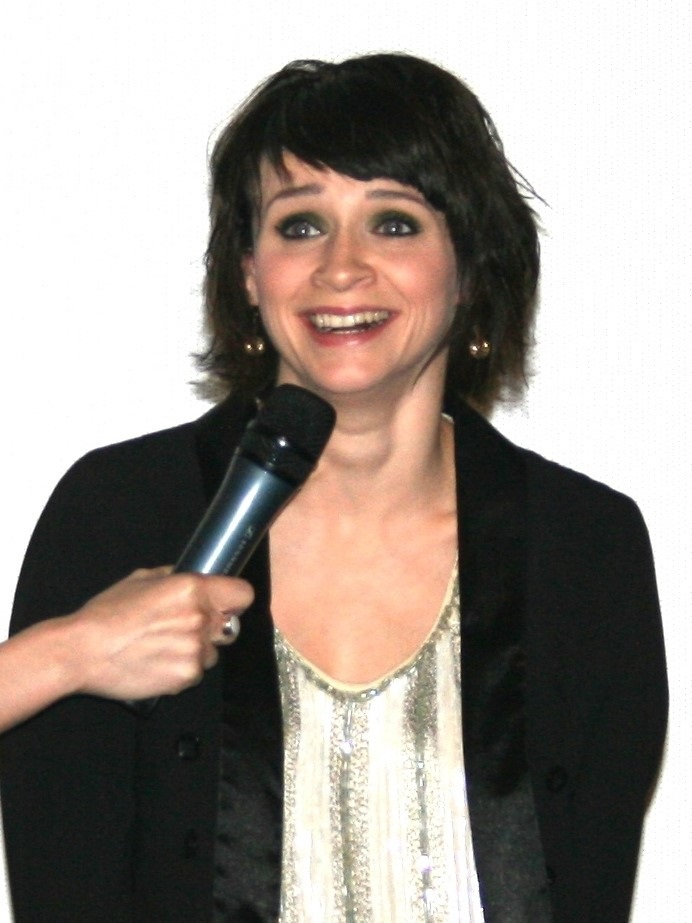
Charlene McKenna

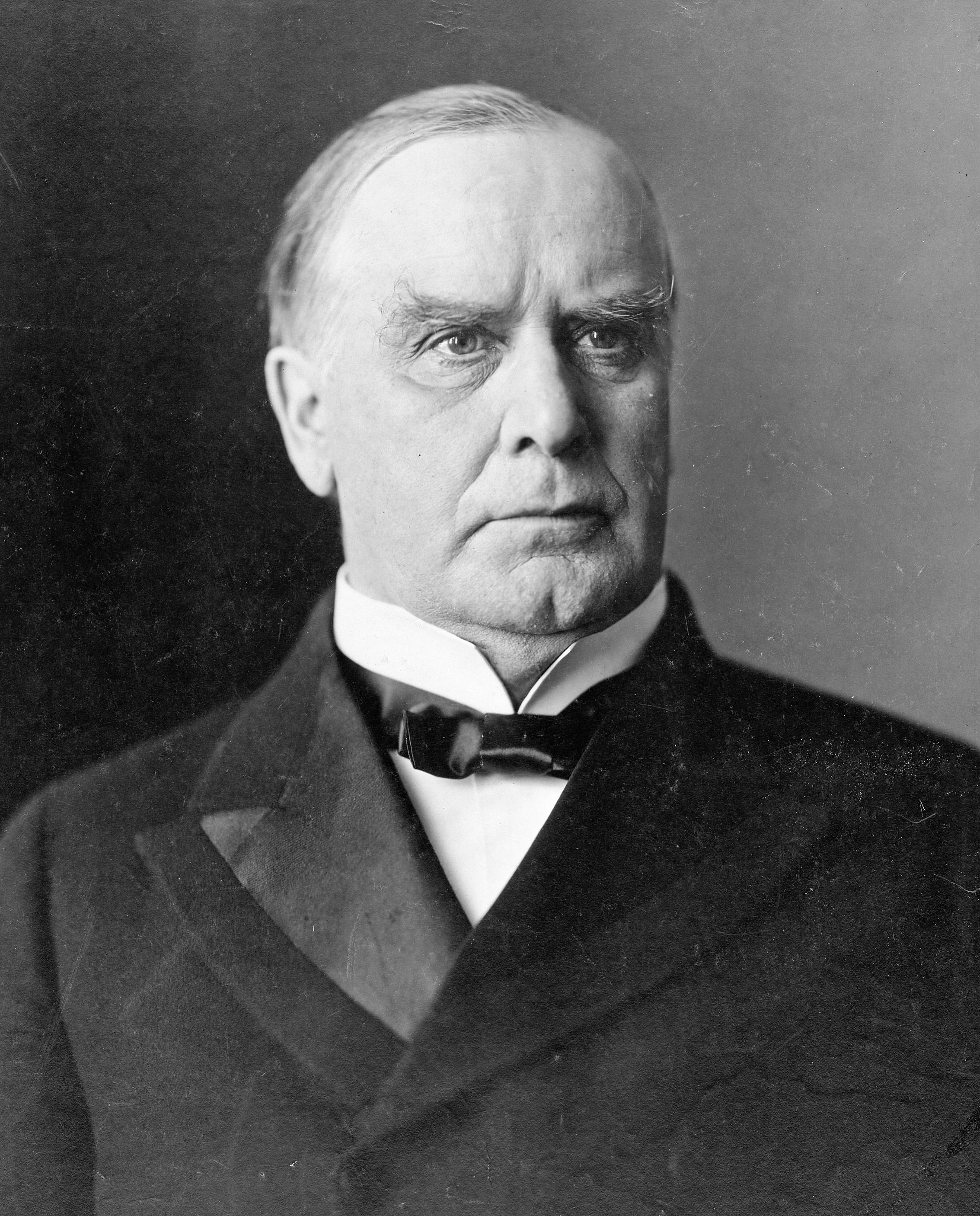
William McKinley

- Mike McKay (1964), Australisch roeier
- Erin McKean (1971), Amerikaans lexicograaf
- Michael McKean (1947), Amerikaans acteur, filmregisseur, filmproducent, scenarioschrijver, komiek en muzikant
- Gina McKee (1964), Brits actrice
- Lonette McKee (1954), Amerikaanse actrice, zangeres, songwriter, muziekproducente, filmproducente, scenarioschrijfster en filmregisseuse
- Maria McKee (1964), Amerikaanse zangeres
- Melville McKee (1994), Brits-Singaporees autocoureur
- Danica McKellar (1975), Amerikaanse actrice
- Don McKellar (1963), Canadees acteur, scenarioschrijver en regisseur
- Kenneth McKellar (1927-2010), Brits zanger
- Charlene McKenna (1984), Iers actrice
- Alice McKennis (1989), Amerikaans alpineskiester
- Daniel McKenzie (1988), Brits autocoureur
- Fay McKenzie (1918-2019), Amerikaans actrice
- Roger McKenzie (1971-1995), Britse houseproducer
- Emma McKeon (1994), Australisch zwemster
- Myles McKeon (1919-2016), Australisch bisschop
- Kaylee McKeown (2001), Australisch zwemster
- Taylor McKeown (1995), Australisch zwemster
- Catherina McKiernan (1969), Iers atlete
- Patricia A. McKillip (1948-2022), Amerikaans schrijver
- William McKinley (1843-1901), Amerikaans president (1897-1901)
- Gil McKinney (1979), Amerikaans acteur
- Nathaniel McKinney (1982), Bahamaans atleet
- Kiley McKinnon (1995), Amerikaans freestyleskiester
- DeWayne McKnight (1954), Amerikaans gitarist
- Rod McKuen (1933-2015), Amerikaans dichter en zanger

## McL
- Ian McLagan (1945), Brits muzikant
- James McLane (1930), Amerikaans zwemmer
- Brandon Jay McLaren (1982), Canadees acteur, filmproducent en scenarioschrijver
- Bruce McLaren (1937-1970), Nieuw-Zeelands autocoureur
- Kris McLaren (1986), Australisch motorcoureur
- Malcolm McLaren (1945), Brits kunstenaar en muziekmanager
- Ron McLarty (1947), Amerikaans acteur en auteur
- Katie McLaughlin (1997), Amerikaans zwemster
- Sydney McLaughlin (1999), Amerikaans atlete
- Matt McLean (1988), Amerikaans zwemmer
- Michael McLean (1963), Engels golfer
- Wilmer McLean (19e eeuw), Amerikaans keuterboer
- Alex McLeish (1959), Schots voetballer en voetbalcoach
- Sally McLellan (1988), Australische atlete
- Alice McLeod (1937-2007), Amerikaans jazz-pianiste, -organiste, -harpiste en -componiste; meisjesnaam van Alice Coltrane
- Bob McLeod (1951), Amerikaans stripschrijver
- Cynthia McLeod (1936), Surinaamse lerares, (kinderboeken)schrijfster en Surinamist
- Donnie McLeod (1955), Schots motorcoureur
- Fred McLeod (1882-1976), Schots-Amerikaans golfer
- Ian McLeod (1980), Zuid-Afrikaans wielrenner
- James McLeod (1912-2007), Amerikaans componist, muziekpedagoog, arrangeur, dirigent, klarinettist en saxofonist
- Norman Z. McLeod (1898-1964), Amerikaans filmregisseur
- Omar McLeod (1994), Jamaicaans atleet
- Pete McLeod (1984), Canadees piloot
- Roderick McLeod (1885-?), Canadees zendeling
- Rory McLeod (1971), Engels snookerspeler
- Sarah McLeod (1971), Nieuw-Zeelands actrice
- Shane McLeod (?), Nieuw-Zeelands hockeycoach
- Thomas McLeod (1873-1960), Brits ontdekkingsreiziger
- Mary McLeod Bethune (1875-1955), Amerikaans onderwijzeres, schrijfster en burgerrechtenactiviste
- Allan MacLeod Cormack (1924-1998), Amerikaans natuurkundige
- Rachel McLish (1958), Mexicaans-Amerikaanse bodybuildster
- Jack McLoughlin (1995), Australisch zwemmer
- Marshall McLuhan (1911-1980), Canadees mediawetenschapper
- Charles McIlvaine (1903-1975), Amerikaans roeier

## McM
- Julian McMahon (1968-2025), Australisch acteur
- William McMahon (1908-1988), Australisch politicus
- Steve McManaman (1972), Engels voetballer
- Alan McManus (1971), Schots snookerspeler
- Michaela McManus (1983), Amerikaanse actrice
- John McMartin (1929-2016), Amerikaans acteur
- Edwin McMillan (1907-1991), Amerikaans natuurkundige en Nobelprijswinnaar
- Bob McMillen (1928-2007), Amerikaans atleet
- Mark McMorris (1993), Canadees snowboarder
- Tim McMullan, Brits acteur
- Sam McMurray (1952), Amerikaans (stem)acteur

## McN

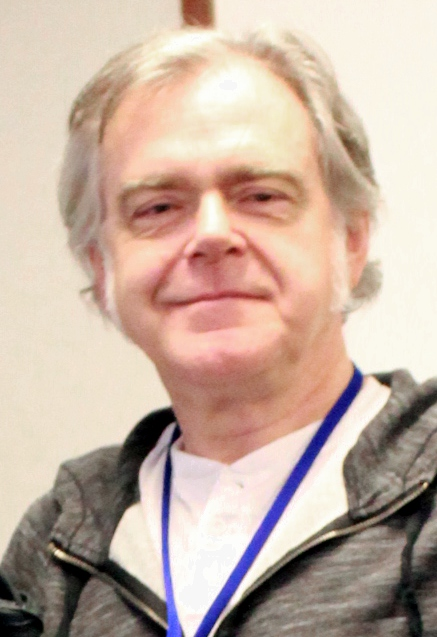
Kevin McNally, 2015

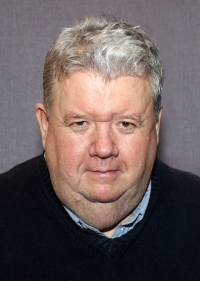
Ian McNeice, 2009

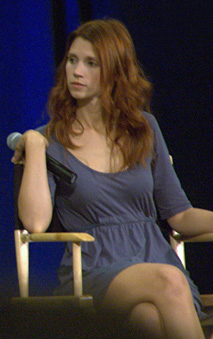
Julie McNiven, 2009

- Kevin McNally (1956), Brits acteur
- Brian McNamara (1960), Amerikaans acteur, filmregisseur en filmproducent
- Robert McNamara (1916-2009), Amerikaans politicus
- James McNaught (1870-1919), Schots voetballer
- Duncan McNaughton (1910-1998), Canadees atleet
- Ian McNeice (1950), Brits acteur
- James McNeill Whistler (1834-1903), Amerikaans kunstenaar
- Jane McNeill (1966), Amerikaanse actrice
- William Hardy McNeill (1917) Canadees-Amerikaans historicus
- Peter McNeish (Pete Shelley) (1955-2018), Brits muzikant
- John McNicol (1942-2001), Zuid-Afrikaans autocoureur
- Julie McNiven (1980), Amerikaanse actrice
- Mark McNulty (1953), Zimbabwaans golfer
- Matthew McNulty (1982), Brits acteur

## McP

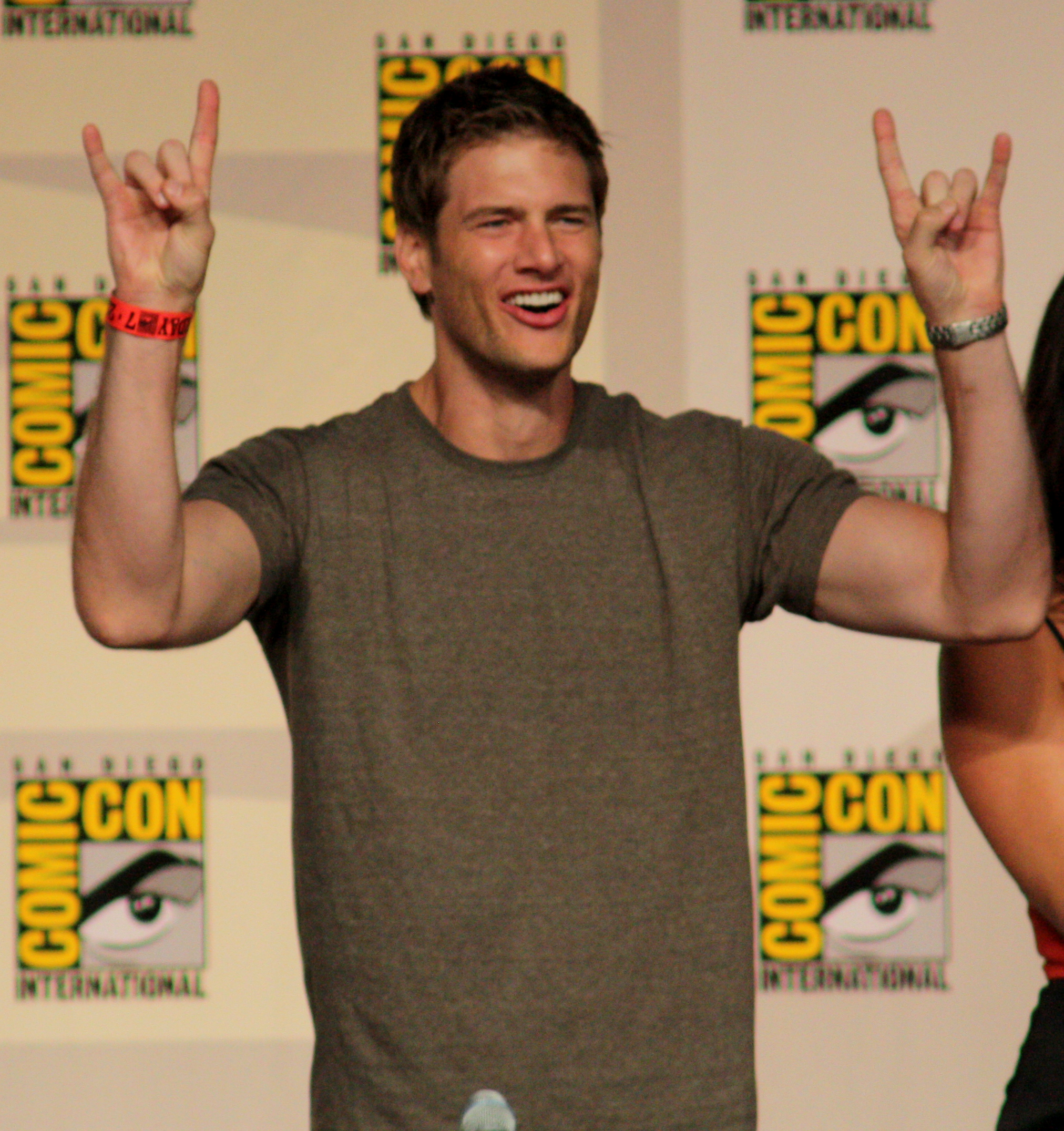
Ryan McPartlin, 2009

- David McPartland (1980), Australisch wielrenner
- Ryan McPartlin (1975), Amerikaans acteur
- Marnie McPhail (1966), Amerikaanse actrice
- John McPhee (1994), Schots motorcoureur
- Tony McPhee (1944-2023), Brits bluesgitarist en zanger
- Heather McPhie (1984), Amerikaanse freestyleskiester

## McQ
- Alexander McQueen (1969-2010), Brits modeontwerper
- Armelia McQueen (1952-2020), Amerikaans actrice
- Geoff McQueen (1947-1994), Brits televisiescenarist
- Steve McQueen (1930-1980), Amerikaans filmacteur
- Steve McQueen (1969), Brits filmregisseur en kunstenaar
- Steven R. McQueen (1988), Amerikaanse acteur
- Tanya McQueen (1972), Amerikaansvijf erbij televiepersoonlijkheid, ontwerpster en lerares

## McR
- Alister McRae (1970), Schots rallyrijder
- Chann McRae (1971), Amerikaans wielrenner en triatleet
- Colin McRae (1968-2007), Schots rallyrijder
- Frank McRae (1942), Amerikaans acteur
- Graham McRae (1940-2021), Nieuw-Zeelands autocoureur
- Jimmy McRae (1943), Schots rallyrijder
- Shane McRae (1977), Amerikaans acteur
- Tom McRae (1969), Engels singer-songwriter
- Peter McRobbie (1943), Schots acteur

## McS
- Jimmy McShane (1957-1995), Noord-Iers zanger
- Jamie McShane, Amerikaans acteur
- Tracey Elizabeth McSween (1971), Brits dancezangeres
- Stewart McSweyn (1995), Australisch atleet

## McT
- Dick McTaggart (1935-2025), Schots bokser
- Tom McTigue (1959), Amerikaans acteur

## McV
- Timothy McVeigh (1968-2001), Amerikaans terrorist
- Christine McVie (1943-2022), Brits zangeres en muzikante
- Carl McVoy (1931-1992), Amerikaans pianist

## McW
- David McWilliams (1945–2002), Noord-Iers zanger en liedjesschrijver
- Jeremy McWilliams (1964), Noord-Iers motorcoureur